# Bibliothèque Gottfried-Wilhelm-Leibniz
La bibliothèque Gottfried-Wilhelm-Leibniz - bibliothèque du Land de Basse-Saxe (en allemand : Gottfried Wilhelm Leibniz Bibliothek – Niedersächsische Landesbibliothek) (GWLB) est une bibliothèque régionale allemande située à Hanovre dans le Land de Basse-Saxe, nommée en l'honneur du philosophe, mathématicien et scientifique polymathe allemand Gottfried Wilhelm Leibniz (1646-1716).

## Nom
En 1947, la bibliothèque est reprise par le Land nouvellement créé de Basse-Saxe et prend le nom de « bibliothèque du Land de Basse-Saxe » (Niedersächsische Landesbibliothek). En 2005, la bibliothèque dont l'histoire est fortement liée à Leibniz qui en fut le directeur de 1676 à 1716, reçoit le nom de « bibliothèque Gottfried-Wilhelm-Leibniz - bibliothèque du Land de Basse-Saxe » (Gottfried Wilhelm Leibniz Bibliothek – Niedersächsische Landesbibliothek).

## Histoire

### Bibliothèque ducale et électorale (1665-1720)

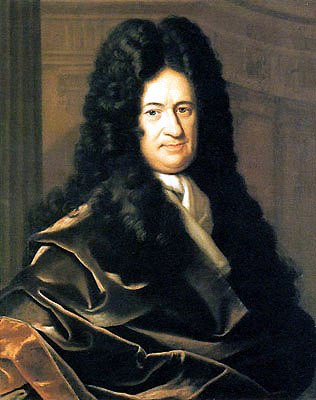
Gottfried Wilhelm Leibniz, bibliothécaire de 1676 à sa mort en 1716.

La bibliothèque est initialement basée sur les collections plus anciennes de la dynastie Welf, dont les princes (fürst) qui régnaient sur la Basse-Saxe possédaient des collections privées depuis le Moyen Âge. Pendant la Renaissance et la période baroque, plusieurs grandes bibliothèques sont installées dans les châteaux, notamment celle de Jean-Frédéric de Brunswick-Calenberg à Celle. En 1665, Jean-Frédéric déplace la résidence ducale de Celle à Hanovre, et la bibliothèque s'installe donc également dans cette dernière.
Le premier bibliothécaire est nommé en 1672.
De 1676 à sa mort en 1716, Gottfried Wilhelm Leibniz est employé comme directeur de la bibliothèque et historiographe de la cour. À partir de 1698, la bibliothèque, et la résidence officielle de Leibniz, sont situées à Schmiedestraße dans un bâtiment aujourd'hui connu sous le nom de Leibnizhaus (« maison de Leibniz ») — la maison étant détruite durant la Seconde Guerre mondiale, une reproduction fidèle de la façade à un autre emplacement est édifiée entre 1981 et 1983,. Conjointement à son emploi à Hanovre, il est également nommé bibliothécaire à Wolfenbüttel, à Berlin et à Vienne. C'est à Hanovre qu'il écrit ses œuvres les plus importantes et entretient sa riche correspondance. Son patrimoine littéraire (Nachlass) est toujours conservé à la bibliothèque de Hanovre.
À la suite de l'élévation du duché de Brunswick-Lunebourg au rang d'électorat de Brunswick-Lunebourg (1692) et à l'union personnelle avec le royaume de Grande-Bretagne (1714), la bibliothèque connaît un fort développement. Elle doit changer de bâtiment et s'installe dans un lieu partagé avec les archives d'État (et à partir de 1719 également avec la bibliothèque du tribunal), construit par l'architecte français Louis Remy de la Fosse.

### Bibliothèque du Land de Basse-Saxe (depuis 1947)
Après la Seconde Guerre mondiale, les collections de livres déplacés sont retournées à la bibliothèque tandis que le bâtiment est réparé. En 1947, la bibliothèque est reprise par le Land nouvellement créé de Basse-Saxe et prend le nom de « bibliothèque du Land de Basse-Saxe » (Niedersächsische Landesbibliothek).
Lorsque l'université technique de Hanovre devient une université complète en 1969, la bibliothèque est chargée de fournir la littérature en sciences humaines et sociales.
Plusieurs bibliothèques départementales sont progressivement constituées et affiliées à la bibliothèque de Basse-Saxe : droit et économie en 1974, sciences de l'éducation en 1978, sciences sociales en 1978-79, littérature et linguistique en 1985.
En 2005, la bibliothèque reçoit le nom de « bibliothèque Gottfried Wilhelm Leibniz - bibliothèque du Land de Basse-Saxe » (Gottfried Wilhelm Leibniz Bibliothek – Niedersächsische Landesbibliothek).

## Patrimoine de Leibniz
Leibniz fut un auteur très prolifique, composant environ 50 000 textes, dont 15 000 lettres avec plus de mille correspondants de seize pays différents,. Il lègue environ 100 000 pages manuscrites. Son œuvre est écrite majoritairement en latin (la langue des savants, langue la plus commune au XVIIe siècle) (40 %), en français (la langue de la cour en Allemagne) (30 %) et en allemand (15 %), mais il a aussi rédigé en anglais, en italien et en néerlandais,,. Il parlait également couramment l'hébreu et avait quelques notions de russe et de chinois.
Sa correspondance est inscrite au registre international Mémoire du monde de l'UNESCO. Elle est dans un état de conservation exceptionnel grâce à la confiscation opérée par George Ier, électeur de Hanovre et roi de Grande-Bretagne qui craignait la révélation de secrets. L'édition complète de la correspondance de Leibniz est prévue pour l'année 2048.
Au contraire des autres grands philosophes de son temps, Leibniz n'a pas réalisé de magnum opus, ouvrage exprimant à lui seul tout le cœur de la pensée d'un auteur. Il n'écrira que deux livres, les Essais de Théodicée (1710) et les Nouveaux Essais sur l'entendement humain (1704 - publié posthumément en 1765).
Parmi ses très nombreux correspondants, Leibniz compte Baruch Spinoza, Thomas Hobbes, Antoine Arnauld, Jacques-Bénigne Bossuet, Nicolas Malebranche, Jacques Bernoulli, Pierre Bayle ou encore Samuel Clarke, mais aussi les personnalités politiques de son temps : princes, électeurs et empereurs du Saint-Empire romain germanique ou encore le tsar Pierre le Grand.
Le patrimoine (Nachlass) de Leibniz n'est toujours pas entièrement publié. Le projet d'édition complète des écrits de Leibniz mené par la bibliothèque de Hanovre, commencé au début du XXe siècle, prévoit de classer son patrimoine en huit séries, :
1. Correspondance générale, politique et historique (Allgemeiner, politischer und historischer Briefwechsel)
2. Correspondance philosophique (Philosophischer Briefwechsel)
3. Correspondance mathématique, scientifique et technique (Mathematischer, naturwissenschaftlicher und technischer Briefwechsel)
4. Écrits politiques (Politische Schriften)
5. Écrits historiques et linguistiques (Historische Schriften und sprachwissenschaftliche Schriften)
6. Écrits philosophiques (Philosophische Schriften)
7. Écrits mathématiques (Mathematische Schriften)
8. Écrits scientifiques, médicaux et techniques (Naturwissenschaftliche und technische Schriften)